# Xã Van Buren, Michigan
Xã Van Buren (tiếng Anh: Van Buren Township) là một xã thuộc quận Wayne, tiểu bang Michigan, Hoa Kỳ. Năm 2010, dân số của xã này là 28.821 người.